# Costituzione belga

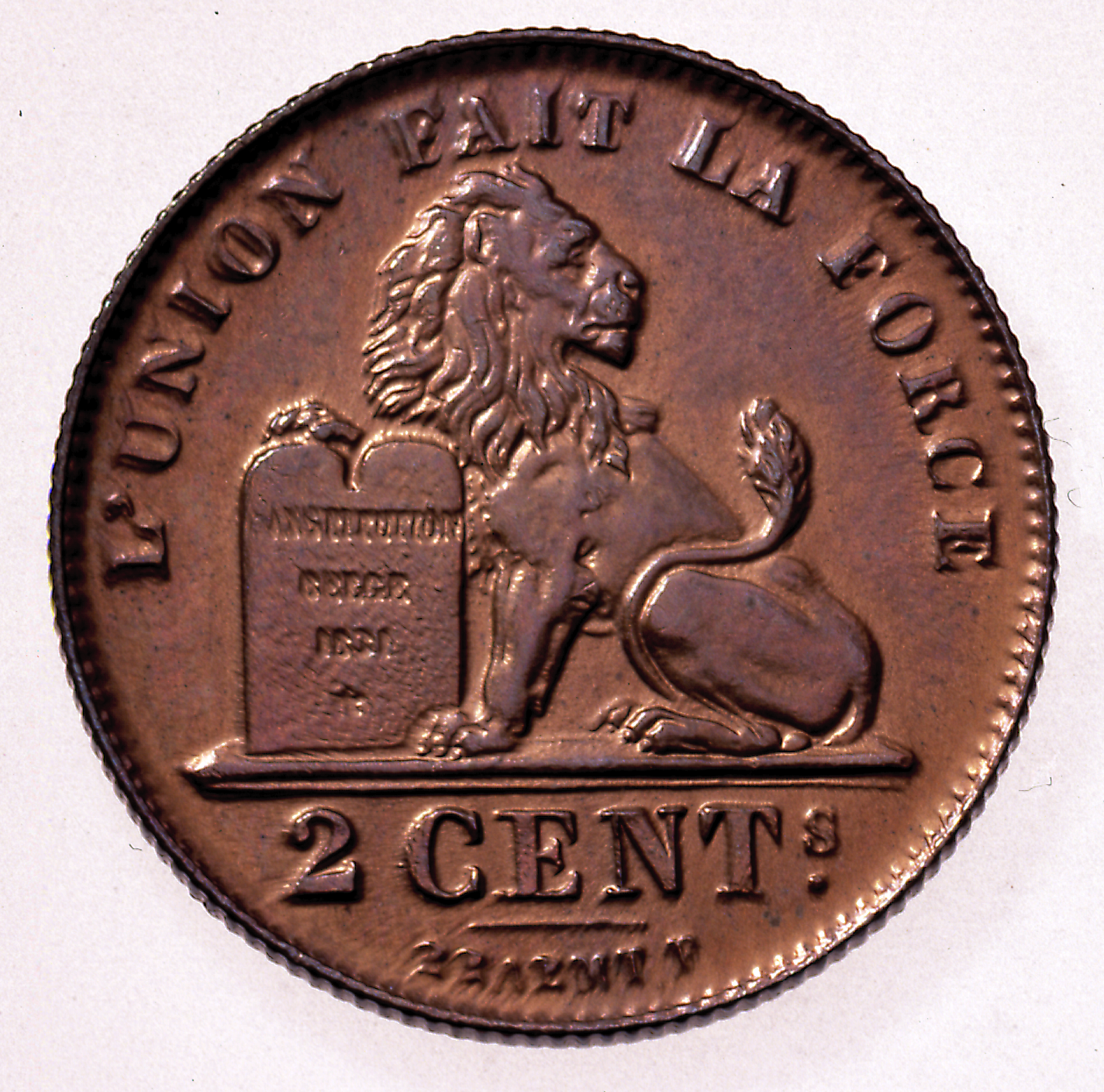
La Costituzione belga su una moneta da due centesimi

La Costituzione belga (in olandese Belgische Grondwet, in francese Constitution belge, in tedesco Verfassung Belgiens) costituisce l'unica carta fondamentale del Belgio nel corso della sua storia. È chiamata anche «Costituzione del 7 febbraio 1831», con riferimento alla data di approvazione dal Congresso nazionale belga, o «Costituzione del 17 febbraio 1994», con riferimento alla data di coordinamento e dell’entrata in vigore del nuovo assetto federale. 
Essa prevede, come forma di governo, una monarchia parlamentare e, a partire dal 1970, tramite una serie di riforme culminate nella revisione costituzionale del 1993, federale.
Il testo della Costituzione è rimasto pressoché immutato dalla sua nascita nel 1831 fino agli anni Sessanta del '900. Le prime modifiche hanno allargato la base elettorale (suffragio universale), mentre le successive hanno avuto ad oggetto principalmente il decentramento statale; la più recente modifica si è avuta il 6 gennaio 2014 (sesta riforma statale del Belgio).

## Aspetti storici

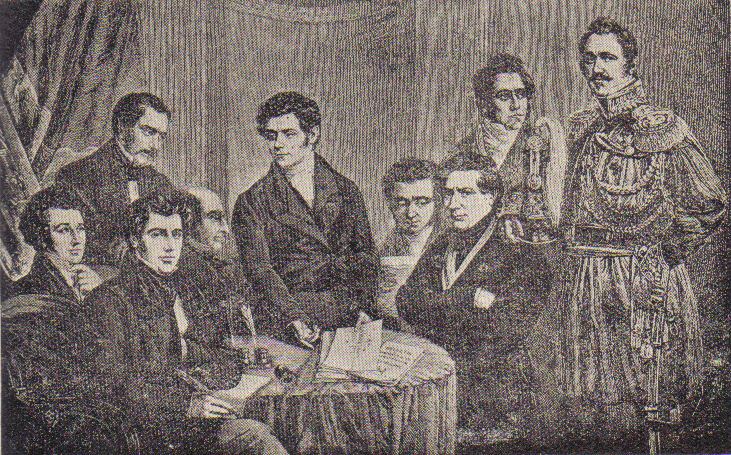
Il Governo provvisorio del Belgio. Da sinistra a destra: Alexandre Gendebien, André Jolly, Charles Rogier, Louis de Potter, Sylvain Van de Weyer, Feuillien de Coppin, Félix de Mérode, Joseph Vanderlinden et Emmanuel Van der Linden d'Hooghvorst

Nel 1830, dopo la Rivoluzione di luglio in Francia, l'unione dei cattolici e dei liberali, opposti a Guglielmo I dei Paesi Bassi, mosse il Belgio a separarsi violentemente dai Paesi Bassi. Il 26 settembre 1830 la Commissione (Commission administrative) proclamò il Governo provvisorio.

### La redazione della Costituzione
Proclamata il 4 ottobre 1830 l'indipendenza del Belgio con decreto del Governo provvisorio, un Comitato centrale iniziò immediatamente a redigere una Costituzione e il Congresso Nazionale del Belgio esaminò, modificò ed adottò il progetto di Costituzione. La scelta di formare un'assemblea costituente dimostra la volontà di legittimare il nuovo Stato e di ripristinare quanto prima la stabilità.
Il 22 novembre 1830, mentre alla Conferenza di Londra, cui partecipavano in particolare la Prussia, la Russia, l'Austria, il Regno Unito e la Francia, si discuteva sull'opportunità di riconoscere l'indipendenza del Belgio, il Congresso Nazionale decise che il nuovo Stato adottasse la forma di una monarchia costituzionale parlamentare ereditaria. La proposta fu approvata con 174 voti a favore e 13 contrari.
La commissione incaricata di redigere la Costituzione venne istituita il 6 ottobre; tra i suoi componenti v'erano Jean-Baptiste Nothomb e Paul Devaux. Esaurì il suo compito in appena cinque giorni; il 28 ottobre trasmetteva il proprio progetto di Costituzione al Governo provvisorio. Fu depositato anche un progetto di Costituzione concorrente da parte di Joseph Forgeur, Jean Barbanson, Jacques Fleussu et Charles Liedts, caratterizzato da uno spiccato interesse per le province ed i comuni, ma pressoché identico nel resto al progetto della Commissione.
Il 25 novembre 1830 il Congresso Nazionale ricevette il compito di modificare e convalidare il progetto di Costituzione. Le sedute iniziarono il 13 dicembre; la prima questione esaminata riguardava quella della composizione del Senato del nuovo Stato. Il 7 febbraio 1831 fu chiusa la discussione e il Congresso Nazionale ratificò ed approvò la Costituzione belga.
Non è nota la data di promulgazione, che avrà avuto luogo fra l'11 e il 21 febbraio 1831.
La Costituzione doveva entrare in vigore al momento dell'entrata in funzione del Reggente (Érasme-Louis Surlet de Chokier) avutasi il 25 febbraio 1831.
Il 20 luglio, su proposta di Jean Raikem, il Congresso Nazionale introdusse gli artt. 85 e 86 (all'epoca artt. 60 e 61) contenenti il nome del primo re dei Belgi. Con decreto reale (arrêté royal) del primo settembre 1831 fu disposta la pubblicazione del testo della Costituzione sul  Bulletin officiel.

### Caratteristiche della Costituzione
La Costituzione belga rappresenta una sintesi equilibrata della  Costituzione francese del 1791, della Carta francese del 1814, di quella del 1830, della Legge fondamentale del Regno dei Paesi Bassi del 1815 e del diritto costituzionale inglese. Secondo il costituzionalista A.V. Dicey, essa è al contempo "molto prossima alla riproduzione scritta della Costituzione inglese." Il testo costituzionale non rappresenta tuttavia un miscuglio giuridico, quanto piuttosto una creazione originale. I suoi principi fondamentali sono ancora in vigore oggi.
Il Belgio divenne pertanto una monarchia parlamentare. Il principio di base della Costituzione è la  separazione dei poteri: potere legislativo, potere esecutivo e  potere giudiziario.
Il potere legislativo è esercitato dalla Camera dei rappresentanti e dal Senato, che approvano le leggi, e dal Re, che ha la funzione di ratifica e di promulgazione. Un tempo il corpo elettorale era ristretto, su base censitaria; infatti coloro che avevano il diritto di voto per eleggere i deputati e i senatori erano solo i cittadini con mezzi economici sufficienti per pagare il cens électoral (quota d'impôts). Il parlamento federale belga era considerato espressione della volontà popolare, pur risultando eletto solo da una parte della popolazione.
Secondo l'attuale disciplina, l'eleggibilità al Senato si acquisisce a 21 anni, e non sono richieste condizioni minime culturali (titoli di studio) o reddituali o patrimoniali; il suffragio è divenuto universale per la popolazione maschile con una legge del 1921 e dal 1948 per la popolazione femminile.
Un tempo per essere eleggibile al Senato, il candidato doveva versare una tassa più elevata di quella per essere elettore ed avere un'età non inferiore a 40 anni. Il ruolo del Senato è quello di costituire una "camera di riflessione" rispetto ai testi votati alla Camera, anche se oggi non tutte le leggi passano dalle due assemblee.
Il potere esecutivo è affidato al Re e al Governo; è quest'ultimo tuttavia ad essere responsabile per la politica governativa. La Costituzione prevede che gli atti del Re sono efficaci solo se controfirmati da un ministro. I ministri rispondono davanti alla Camera. Il controllo del potere esecutivo da parte del potere legislativo è segnato soprattutto nell'approvazione annuale del bilancio.
Il potere giudiziario è esercitato nei tribunali. Le udienze, salvo eccezioni, sono pubbliche. I giudici possono essere sollevati dalle loro funzioni solo a seguito di un giudizio. Per i reati gravi (crimes), i delitti politici ed i reati in materia di stampa è prevista una giuria (jury).
La Costituzione garantisce le libertà fondamentali del cittadino. Tutti i belgi sono uguali davanti alla legge (soppressione dei privilegi dell'Ancien Régime). Nessun cittadino può essere privato della libertà personale senza ordine di un giudice. L'inviolabilità del domicilio e la riservatezza della corrispondenza sono garantite. Ognuno è libero di esprimere la sua opinione, in tutti i settori, e praticare la religione di sua scelta. La libertà di insegnamento e la libertà di stampa sono garantite. Le libertà di riunione e di associazione sono formalmente riconosciuti dalla Costituzione.
Il testo originario della Costituzione belga prevedeva un modello fortemente centralista, in quanto conferiva al governo centrale un ampio potere contro i localismi volto a rafforzare l'unità del Paese.

## I decreti «costituzionali»
Prima della creazione della Costituzione da parte del Congresso Nazionale, lo stesso Congresso ha approvato due decreti, il 18 ed il 24 novembre 1830.
Il decreto del 18 novembre 1830 ha proclamato l'indipendenza del popolo belga dal dominio olandese; il decreto del 24 novembre 1830 ha sancito l'esclusione da ogni potere in Belgio, a tempo indeterminato, per i membri della Casa d'Orange-Nassau (famiglia regnante nei Paesi Bassi).
Si pone la questione di quale valore attribuire oggi a questi due decreti. In effetti, dal momento che questi due decreti non sono inclusi nella Costituzione, è discusso se essi abbiano un rango sovra-costituzionale oppure siano norme di rango costituzionale, come tali sottoponibili a revisione costituzionale.
La tesi prevalente ritiene che la scelta del Congresso di emanare i decreti al di fuori della stessa Costituzione corrispondeva all'intento di escluderli dalla procedura di revisione costituzionale prevista dall'articolo 195 della Costituzione belga; di qui la qualifica di norme "sovra-costituzionali". Questa tesi è corroborata dalla dichiarazione del Congresso Nazionale del 24 febbraio 1830, secondo cui: "Que c'est comme corp constituant, qu'il a porté ses décrets du 18 et 24 novembre 1830, relatifs à l'indépendance du peuple belge et à l'exclusion à perpétuité des membres de la famille d'Orange-Nassau de tout pouvoir en Belgique".
Quanto al decreto del 24 novembre 1830, si rileva che esso esclude qualsiasi membro della Casa d’Orange-Nassau di poter svolgere una pubblica funzione in Belgio.
Il decreto effettivamente appare in contrasto con le norme contenute nella Convenzione Europea dei Diritti dell'Uomo secondo cui è vietata, in tutti i Paesi membri del Consiglio d'Europa, qualsiasi discriminazione; è in particolare vietato impedire a persone determinate l'esercizio di funzioni pubbliche in uno Stato membro. La questione è ancora aperta. Un problema simile si pone nel Regno Unito in cui i cattolici sono permanentemente esclusi dal trono.

## Le libertà fondamentali

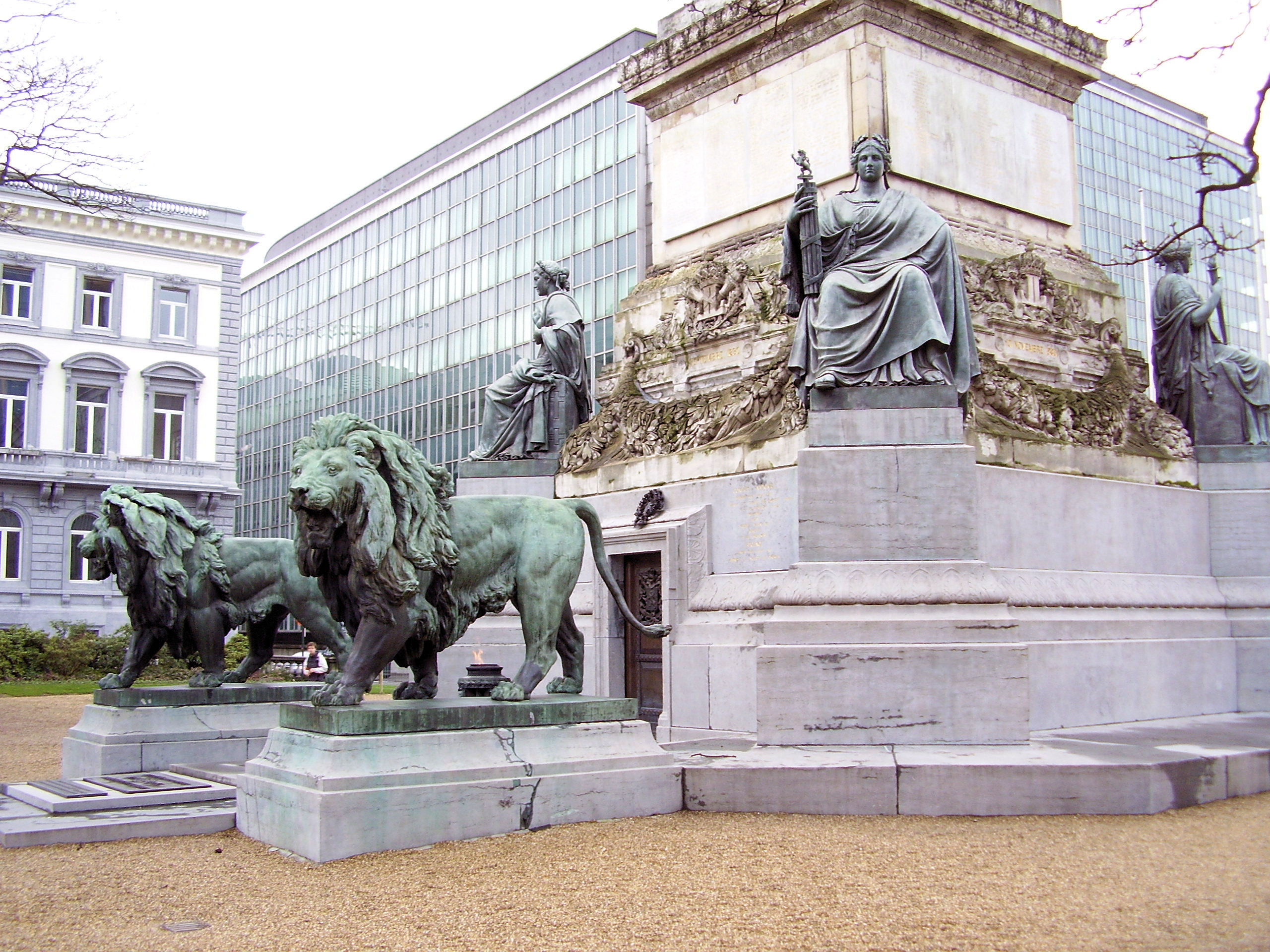
Agli angoli della Colonna del Congresso, rappresentazione delle libertà costituzionali; da sinistra a destra: libertà di culto, di associazione, d’insegnamento e (non visibile) libertà di stampa

Nel 1831, il potere costituente si pone il compito di fissare un elenco dei diritti fondamentali per tutti i Belgi. In questo si ispira alla Dichiarazione dei diritti dell'uomo e del cittadino (1789), alle Costituzioni francesi dal 1789, alla Legge fondamentale del Regno dei Paesi Bassi ed ai diritti della Gran Bretagna. La scelta di inscrivere i diritti fondamentali nella Costituzione piuttosto che in un atto normativo separato consente di affermare la supremazia di questi diritti, soprattutto in sede giudiziaria.
La maggior parte dei nuovi diritti costituzionali vengono sanciti in opposizione all'Ancien Régime ed al dominio olandese; altri sono stati introdotti successivamente con lo sviluppo, soprattutto i diritti in materia socio-economica.
Tutti i Belgi, donne o uomini, sono uguali davanti alla legge e non possono essere oggetto di discriminazioni. È loro garantito il diritto di condurre una vita in condizioni proprie della dignità umana.
Ai Belgi è garantita la libertà personale, che può essere limitata solo dalla decisione di un giudice competente secondo la legge, nei casi da quest'ultima previsti. In materia penale è prevista una giuria. Sono abrogate la pena di morte, l'interdizione dai diritti civili (mort civile) e la pena della confisca dei beni patrimoniali.
Sono riconosciuti per i Belgi: il diritto di proprietà privata; il diritto all'inviolabilità del domicilio, salvo le eccezioni previste dalla legge; il diritto alla riservatezza, quale diritto al rispetto della vita privata e familiare; il diritto all'inviolabilità della corrispondenza; il diritto di riunione e di libera associazione.
È garantita la libertà di culto; è esclusa la possibilità di vietare o costringere a rispettare una fede religiosa. Una serie di norme riconosce la libertà di insegnamento, di stampa e l'utilizzo delle lingue.
Nel XIX secolo questo catalogo di libertà faceva sì che la Costituzione belga fosse considerata la più liberale d'Europa.
Il controllo di costituzionalità, a tutela dei principi consacrati nella Costituzione belga, è rimesso alla Corte costituzionale, che ha il potere di annullare le leggi che non li rispettino.

### La libertà di riunione
(Articolo 15 della Costituzione belga)
 (Articolo 26 della Costituzione belga)
In un luogo privato, tutte le riunioni non aperte al pubblico sono autorizzate, senza bisogno di autorizzazione.
In un luogo aperto al pubblico come un cinema o un teatro, sia che l'accesso sia libero o a pagamento, le riunioni non devono essere autorizzate. Ciò nonostante, queste ultime possono essere vietate dalle autorità comunali se vi sono indizi che le riunioni non siano pacifiche e senz'armi. Gli organizzatori possono essere obbligati a notificare alle autorità comunali lo svolgimento di una certa riunione.
Per quanto riguarda le riunioni all'aria aperta, i comuni possono condizionare queste ultime all'ottenimento di un'autorizzazione, vietare le riunioni non pacifiche o armate. I comuni sono responsabili dei danni causati da una manifestazione autorizzata . C'è a Bruxelles una zona detta "neutra" dove, eccezion fatta per i cortei funebri e le sfilate militari, è vietato manifestare .

### La libertà di stampa
"La libertà di stampa rappresenta la conquista più preziosa ed importante della Rivoluzione francese del 1789; la Rivoluzione belga del 1830 fu una sua opera. Sotto la sua egida trovano protezione le libertà poste in pericolo; la libertà di stampa combatte senza sosta, anche quando lo fa senza riuscirvi. Le sue sconfitte, quando l'opinione pubblica la sostiene, sono in realtà dei trionfi. Si è anche detto, a ragione, sulla libertà di stampa: se perissero tutte le altre libertà, e fosse lasciata in vita la libertà di stampa, le altre libertà risorgerebbero; se, al contrario, perisse la libertà di stampa , a poco a poco si vedrebbero calare e poi svanire tutte le altre libertà
La libertà di stampa, nata per essere intermediaria tra i diritti dei singoli e gli abusi di potere, ha due compiti: innanzitutto di essere l'eco dei desideri del Paese e in secondo luogo di guidare l'opinione pubblica. Il potere di impulso della libertà di stampa è molto più forte del potere di controllo; infatti la forza della pubblicità dei fatti è tale da impossessarsi di tutte le idee e di tutti i modi in cui si può contribuire alla gloria ed alla prosperità della nazione e poi di rivelarne il segreto sia ai governanti che ai governati.
(Art. 25 della Costituzione.)
Il Congresso Nazionale, quando predispose questo articolo (che non è mai stato modificato rispetto al testo originario), prefigurò la libertà di stampa nel senso più ampio ed assoluto. Essendovi il divieto di censura preventiva, qualsiasi cosa può essere pubblicata su carta. L'uso del termine "stampa" richiama solo ciò che è scritto o stampato (giornale, libro, rivista, etc.), sicché gli altri mezzi di comunicazione (diffusioni radiofoniche o televisive, pubblicazione sui siti internet, etc.) non godono della medesima protezione.
Il divieto d'impedire preventivamente la pubblicazione non esclude che – dopo la pubblicazione del documento – quest'ultimo possa essere vietato o che il colpevole possa essere perseguito. In proposito, si applica il principio della "responsabilità a cascata" (responsabilité en cascade), in base al quale risponde un solo soggetto. Se è noto, risponde solo l'autore dello scritto; se è ignoto, risponde l'editore o, in via successiva, lo stampatore o infine il distributore.
Il reato commesso a mezzo stampa (délit de presse) è costituito da una forma di espressione del pensiero che viola una specifica disposizione del diritto penale , è realizzata attraverso la stampa  attraverso dei supporti di stampa in molteplici esemplari  e che sia effettivamente resa pubblica. È di competenza della Corte d'assise; ·  il processo non può essere a porte chiuse, salvo che il collegio giudicante lo disponga all'unanimità tra i suoi componenti Non è prevista misura detentiva cautelare (détention provisoire) per i delitti a mezzo stampa.
Alle persone citate in un articolo o in ogni altra opera di stampa è riconosciuto il diritto di replica (droit de réponse).

## La suddivisione dei poteri
(Art. 33 della Costituzione)

### Il potere federale

#### Il Parlamento federale
Il potere legislativo federale è attribuito al Re ed al Parlamento bicamerale, composto dalla Camera dei rappresentanti e dal Senato.
(Art. 36 della Costituzione.)
Nella maggior parte delle materie, la competenza della Camera dei rappresentanti prevale su quella del Senato. In materie determinate (procedure di naturalizzazione, responsabilità dei ministri, bilancio e contingenti delle Forze armate) il Senato non ha competenza legislativa (Art. 74 Cost.)

##### La Camera dei rappresentanti

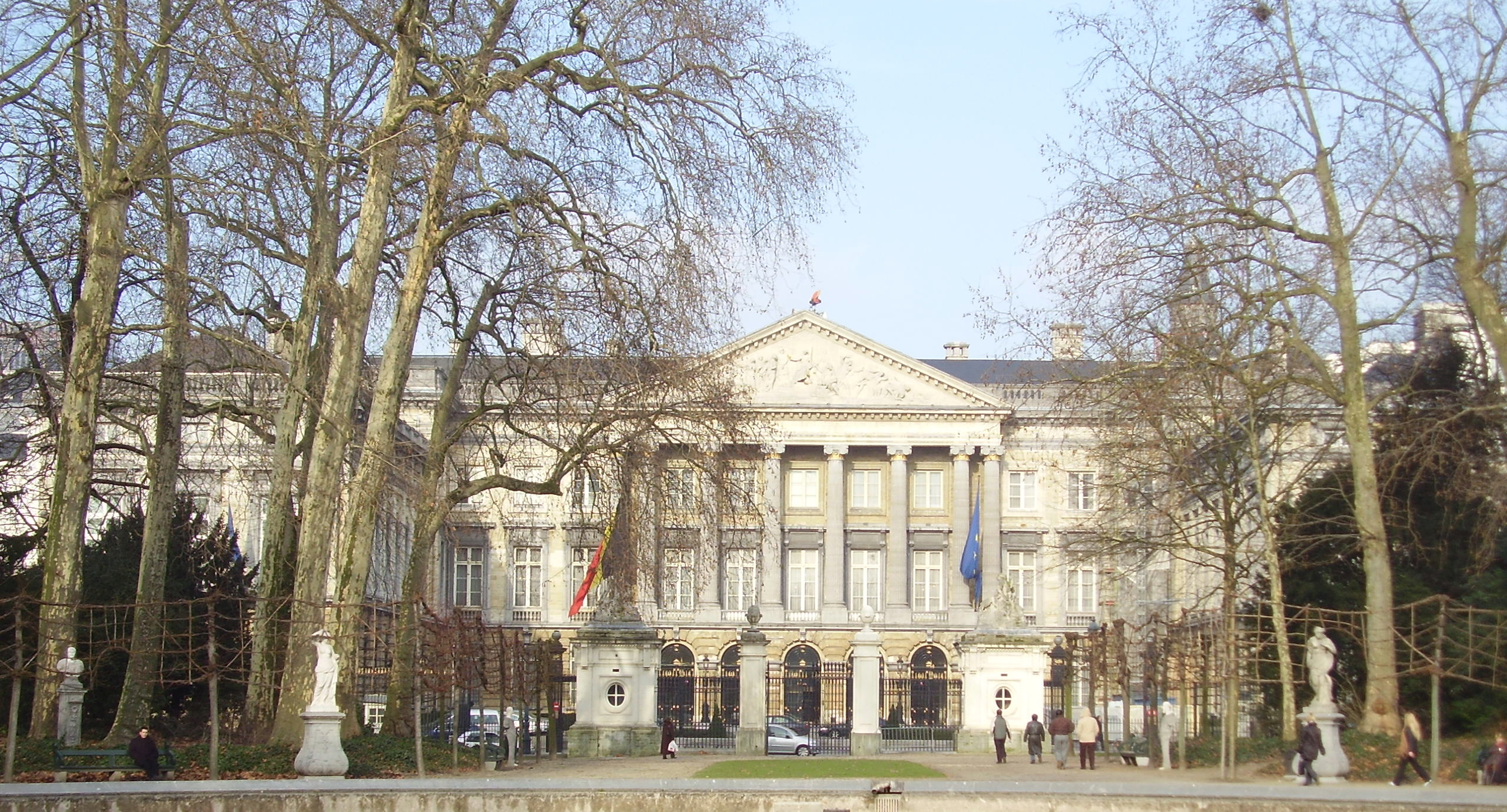
Il Palazzo della Nazione, sede del Parlamento federale belga.

La "Camera dei rappresentanti" costituisce la camera bassa del Parlamento federale. Nel rapporto fra il Senato e la Camera dei rappresentanti, spesso prevalgono le deliberazioni di quest'ultima. Le due Camere hanno una posizione paritaria solo in determinate materie, come per le procedure di revisione della Costituzione e per le “leggi speciali” che richiedono particolari quorum di approvazione.
(Art. 61 della Costituzione)
La Costituzione prevede l'elezione a suffragio universale diretto, introdotto per gli uomini il 7 febbraio 1921 e per le donne dal 27 marzo 1948.
I deputati sono eletti per un mandato di 4 anni. Sono eleggibili coloro che hanno compiuto 25 anni.
La Camera ha 150 membri, suddivisi in un gruppo di lingua neerlandese ed in un gruppo di lingua francese. Il numero dei componenti di ciascun gruppo è variabile; esso dipende dal numero di deputati eletti nell'unico collegio elettorale bilingue, quello di Bruxelles-Hal-Vilvorde, che indichino, al momento del giuramento d'ingresso, l'appartenenza al gruppo linguistico neerlandese o francese. Gli altri 10 collegi elettorali sono monolingue (5 per gruppo linguistico).

##### Il Senato
Camera alta del Parlamento federale, il Senato costituisce una “camera di riflessione” e la camera delle entità federate.
È composto da 60 membri (art. 67 della Costituzione), eletti dai parlamenti regionali e delle comunità linguistiche e da vari senatori cooptati da alcuni di questi membri. Il Senato non può essere composto da più di due terzi di senatori appartenenti allo stesso genere, ed è proibito ai figli del re (o ai suoi discendenti dinastici) di diventare senatori al compimento del diciottesimo anno di età.
Secondo il testo costituzionale, su un totale di 60 senatori:
- 29 sono designati dal Parlamento fiammingo o tra i componenti del gruppo di lingua olandese del Parlamento della Regione di Bruxelles-Capitale;
- 10 sono designati dal Parlamento della Comunità francese;
- 8 sono designati dal Parlamento della Regione vallona;
- 2 sono designati dal gruppo linguistico francese del Parlamento della Regione di Bruxelles-Capitale;
- 1 è designato dal Parlamento della Comunità germanofona

Invece, fra i senatori cooptati:
- 6 sono designati dai 29 senatori derivanti dal Parlamento fiammingo;
- 4 sono designati dai 10 senatori derivanti dal Parlamento della Comunità francese insieme con i 2 senatori derivanti dal Parlamento della Regione di Bruxelles-Capitale.

Questo assetto del Senato non era originariamente presente nel testo costituzionale del 1831, infatti,
precedentemente alla sesta riforma statale del 2014, era composto da 71 membri, di cui quaranta senatori (25 del gruppo di lingua neerlandese e 15 del gruppo di lingua francese) erano eletti a suffragio universale diretto. I restanti 31 erano così nominati: dieci senatori sono designati dal Parlamento delle Fiandre, dieci dal Parlamento della Comunità francofona, 1 dal Parlamento della Comunità germanofona; inoltre 6 senatori sono designati dai senatori di lingua neerlandese e 4 sono designati dai senatori di lingua francese.
Vi erano poi i senatori di diritto, i quali per convenzione costituzionale non partecipavano ai lavori del Senato e non esercitavano il diritto di voto.
Infine, il Senato non può essere sciolto separatamente, ma solo insieme alla Camera dei rappresentanti.

##### Disposizioni comuni alle due Camere
I membri eletti di ciascuna Camera sono suddivisi nei due gruppi linguistici (di lingua neerlandese e di lingua francese).
Non è consentito essere nella stessa legislatura membri di tutte e due le Camere. Inoltre i deputati o i senatori sono incompatibili con la carica di ministro o di pubblico funzionario.
Le sedute delle Camere sono pubbliche. Le deliberazioni sono assunte a maggioranza assoluta dei voti; in caso di parità dei voti, la proposta non è approvata. Il numero legale, necessario per la validità delle operazioni di voto, si ha con la presenza in aula della metà dei componenti di ciascuna camera. Il voto avviene per appello nominale.
Quando un disegno o una proposta di legge è tale da poter minacciare gravemente le relazioni tra le comunità, l'art. 54 della Costituzione consente ai ¾ dei membri di un gruppo linguistico di adottare una mozione denominata “campanello d'allarme” (sonnette d'alarme).
La mozione sospende il procedimento parlamentare in corso ed impegna il Consiglio dei ministri, paritario e bilingue, a emettere un parere motivato sulla mozione, entro 30 giorni.
Lo scioglimento della Camera provoca anche lo scioglimento del Senato; gli elettori sono convocati entro 40 giorni.
Lo scioglimento può essere disposto dal Re per le seguenti ragioni: 1) se viene rigettata una mozione di fiducia e la Camera non ha proposto un nuovo Primo ministro; 2) se viene approvata una mozione di sfiducia, senza la proposta di un nuovo Primo ministro; 3) se il Governo presenta le dimissioni e dà il consenso allo scioglimento della Camera, con voto favorevole della maggioranza dei membri del Governo. Il voto relativo ad una revisione costituzionale comporta lo scioglimento delle Camere.

#### Il Re e il Governo federale

##### Il Re

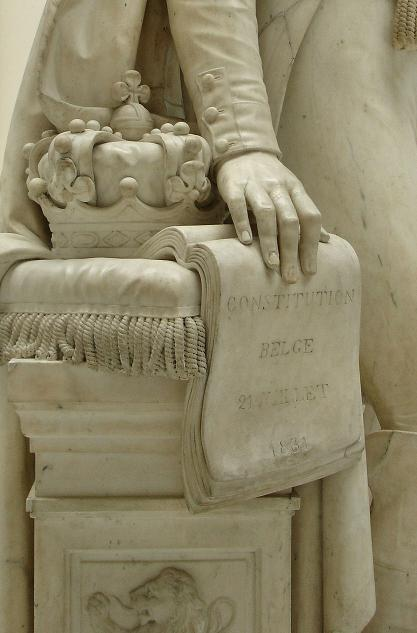
Il Re trae i suoi poteri dalla Costituzione non da Dio.

" La guerra è diventata totale. Non è più limitata alle operazioni di carattere militare a terra, in mare o in aria ... A questa guerra totale corrispondono necessariamente dei mezzi che superano le risorse del Paese e il campo nazionale. Il Belgio è attualmente parte di un ampio sistema politico di difesa. Il Patto di Bruxelles e il Patto Atlantico segnano - per il loro sistema difensivo - una nuova era.
Il sistema di alleanze e la necessità di uno Stato maggiore unico alleato oppure di un Comando unitario inter-alleato hanno trasformato il tradizionale concetto di comando delle Forze armate. In caso di guerra, il Capo dello Stato [...] non può scendere al rango di capo in senso tecnico di una parte delle attività di guerra nel Paese, costituente le operazioni strettamente militari. Non è, d'altra parte, appropriato al Re, che egli possa essere subordinato, benché nel suo ruolo di comandante delle Forze armate, ad un Capo militare straniero".

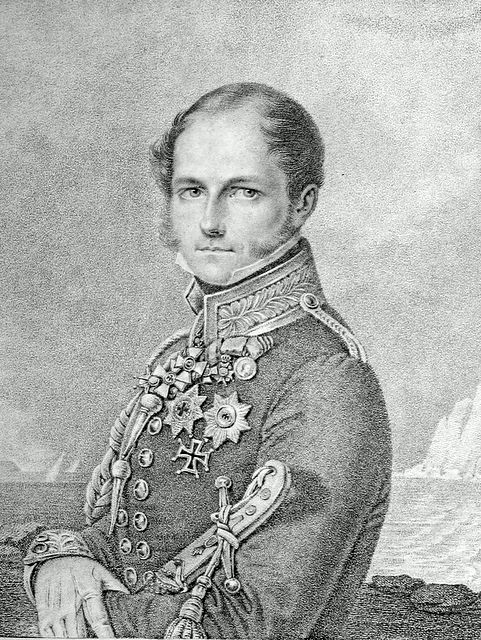
Il Re Leopoldo I del Belgio, primo re dei Belgi.

Al Re è attribuito il potere esecutivo federale (art. 37 Cost.). I poteri del Re raramente sono individuali e richiedono la controfirma di un ministro del Governo federale (art. 106 Cost.).
Il Re ha il diritto di nominare e di revocare il governo (art. 96 Cost.). Per la formazione del governo federale, secondo la convenzione costituzionale in vigore dal 1831, il Re nomina un “incaricato” (‘'formateur'’) con il compito di formare il governo. Questa tradizione, introdotta da Leopoldo I del Belgio, si ispira al sistema britannico nel quale il sovrano dà incarico al Primo ministro di formare un governo; tuttavia nel sistema belga, l'incaricato, raggiunto lo scopo, non fa necessariamente parte della squadra di governo. Anche l'atto di nomina dei ministri richiede la controfirma ministeriale. In materia si pratica la controfirma di cortesia, nel senso che il nuovo ministro firma l'atto di revoca del suo predecessore e quest'ultimo firma la nomina del suo successore. Tuttavia, se un ministro dovesse rifiutare la revoca dall'incarico ministeriale, il suo successore potrebbe validamente firmare entrambi gli atti. Quando la formazione di un governo appare essere di difficile soluzione, il Re può nominare un "relatore” (‘'informateur'’), con l'incarico di preparare i negoziati.
Sebbene giuridicamente il Re possa revocare un ministro, egli ha de facto perso tale facoltà in favore del Presidente del Consiglio dal 1920.
Secondo l'art. 96 della Costituzione, il Re può accettare o respingere le dimissioni di un singolo ministro o di tutto il governo; oggi si ritiene che questo rappresenti l'ultimo potere esclusivo del Re.
Fino al 1993 il Re aveva la facoltà di sciogliere le Camere federali, benché nella pratica la facoltà era rimessa al Governo, sin dalla Seconda guerra mondiale.
Attualmente l'art. 46 Cost.  limita questo potere ai casi di rigetto di una mozione di sfiducia o di fiducia o delle dimissioni del Governo federale.
Dal 1831 al 1949 il Re era a capo delle Forze armate, senza controfirma ministeriale, e ciò costituiva un caso unico per una monarchia costituzionale. Probabilmente non era questo l'intento originario del Costituente, ma quando è salito al trono Leopoldo I del Belgio non c'erano grandi strateghi militari, in Belgio, mentre il re aveva comandato nell'esercito russo contro Napoleone. La minaccia di invasione olandese fece sì che nessuno mise in discussione il potere assunto dal nuovo re. Nel 1940 il re Leopoldo III del Belgio, a seguito dell'invasione tedesca, era diviso tra i suoi doveri di sovrano e quelli di comandante delle Forze armate. Nel 1949, una Commissione incaricata di esaminare i poteri costituzionali del Re decise di modificare l'interpretazione dell'articolo 167 della Costituzione, disponendo che questo potere non sia più esercitato personalmente dal re.
Il Re ed il governo condividono altri poteri costituzionali di minore importanza.
La grazia (art. 110 Cost.). Il re Leopoldo I del Belgio intendeva farne un potere regio, ma il governo si oppose. Il re ha tuttavia un ruolo nella concessione della grazia. Nello stesso senso, il fatto che Leopoldo II del Belgio fosse contrario per principio alla pena di morte ha fatto sì che non vi sia stata alcuna esecuzione capitale in Belgio per tutta la durata del suo regno, in quanto le condanne a morte venivano sistematicamente commutate in condanne all'ergastolo.
Il Re ed il governo hanno un ruolo anche nella funzione legislativa: possono presentare progetti di legge. Il Re ratifica e promulga le leggi (art. 109 Cost.); non si è mai consentito che il Re possa rifiutarsi di ratificare una legge, a differenza del Governo che ha tale facoltà.

##### Il Governo federale
Storia
Nel 1831, la Costituzione non aveva fissato il numero dei componenti del Governo; a quell'epoca v'erano solo 5 ministri, ed il ministro della Guerra non faceva parte del governo ; non era ancora previsto un Primo ministro ma solo un “Capo di gabinetto” (chef de cabinet) - primus inter pares -, che solo successivamente diverrà la guida del Governo, affermando la sua preminenza rispetto agli altri ministri. In quest'epoca, il Re personalmente presiedeva il Consiglio dei ministri.
Per molto tempo il Re ed il Capo di gabinetto hanno negoziato fra loro il “patto di governo”; solo Leopoldo II fece cessare questo sistema di governo.
Composizione
Anche se in linea di principio il Re è il capo del Governo, oggi si considera che egli ne sia estraneo.
Il Governo è composto dal Consiglio dei ministri e dai Sottosegretari di Stato (secrétaires d'État) federali. Dal 24 dicembre 1970, il Consiglio dei ministri è composto da non più di 15 membri, con distribuzione paritaria per i gruppi linguistici francese e neerlandese. Non risulta invece indicato nella Costituzione il numero dei Sottosegretari federali.
Funzionamento
I ministri rispondono innanzi alla Camera dei rappresentanti ed hanno una piena libertà di parola.
(Art. 101 Cost.)
Secondo la convenzione costituzionale il Consiglio dei ministri federale assume le proprie decisioni secondo il metodo del “consensus”, secondo il principio del «sottomettersi o dimettersi».

#### Sistema giudiziario

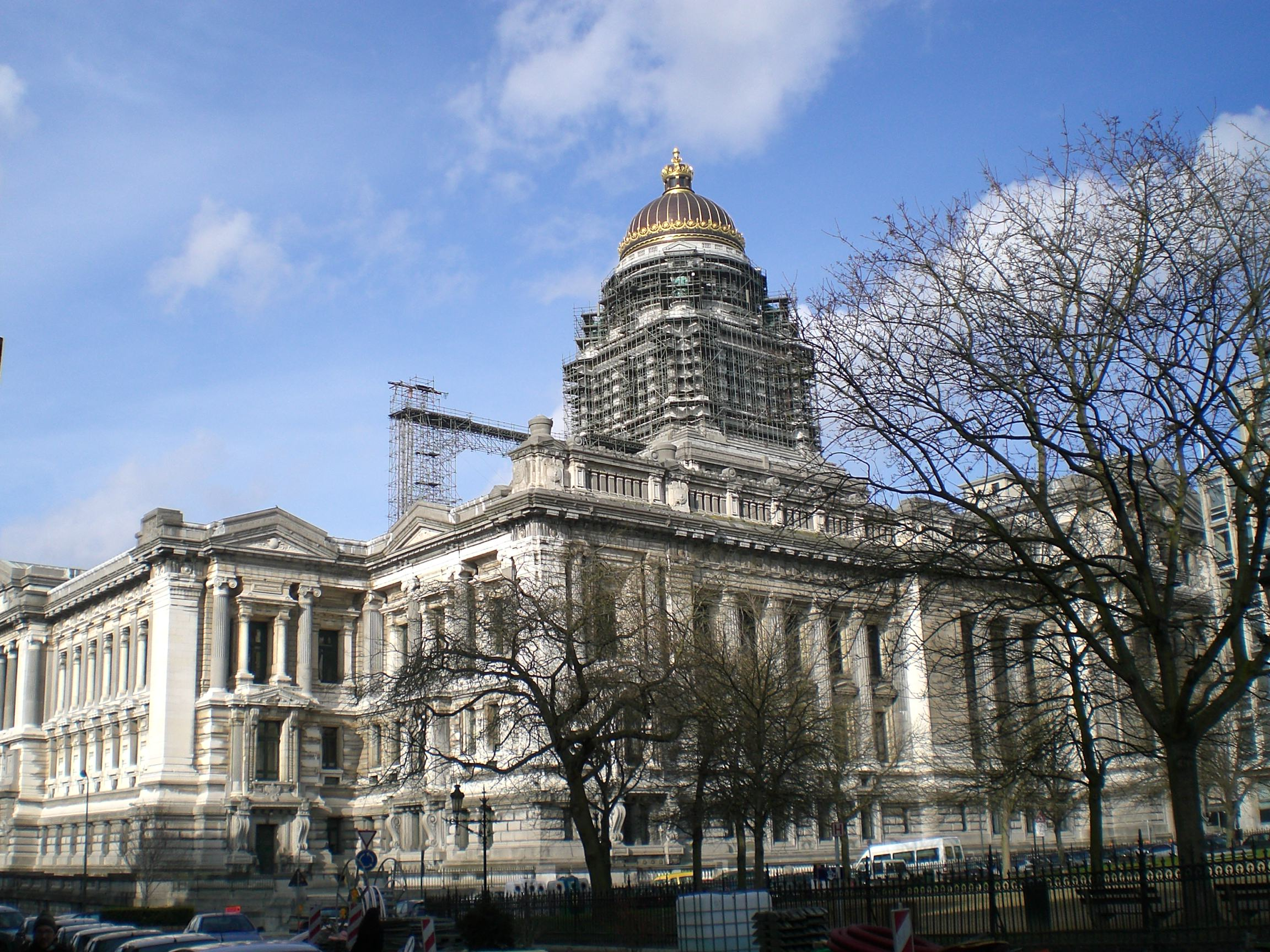
Il Palazzo di giustizia di Bruxelles.

Il potere giudiziario decide il contenzioso ed è esercitato nelle Corti e nei Tribunali.
La Costituzione prevede una riserva di legge in materia di organizzazione della giurisdizione, che è attuata secondo le leggi dell'ordinamento giudiziario (code judiciaire).
(Art. 146 della Costituzione)
Nella Costituzione sono previsti alcuni organi giudiziari: la Corte di cassazione, il Consiglio superiore della Giustizia (Conseil supérieur de la Justice) e cinque Corti d’appello.
La maggior parte delle disposizioni costituzionali relative al potere giudiziario mirano a garantire sia l'indipendenza di tale potere sia i diritti dei soggetti che entrino in contatto con il sistema giudiziario
Le udienze sono pubbliche, salvo eccezioni in casi particolari, le decisioni giudiziarie devono essere motivate e sono rese in udienza pubblica, una giuria (jury) è prevista solo in materie determinate (per i reati gravi (crimes), i delitti politici ed i reati in materia di stampa, ad eccezione di quelli ispirati da xenofobia). I giudici sono nominati a vita e non possono essere trasferiti senza il loro consenso. Il loro statuto giuridico ed economico può essere stabilito solo con legge. Quanto ai Pubblici ministeri, essi sono nominati e revocati dal Re.
Ha previsione costituzionale la "eccezione di illegalità", secondo la quale, nei casi in cui un decreto o un regolamento sono contrari alla legge, il giudice deve disapplicarli.
(Art. 159 della Costituzione)
In materia di contenzioso giudiziario, si distingue fra giudizi in materia civile e quelli relativi ai diritti politici. La legge stabilisce i casi nei quali i diritti politici sono sottoposti alla giurisdizione dei  Tribunali amministrativi.
Infine, l’organo preposto all’interpretazione della Costituzione e alla risoluzione di controversie sia dal punto di vista dei diritti che delle competenze delle singole entità federali, è la Corte Costituzionale, regolata dall’articolo 142 della Costituzione e da una serie di leggi che garantiscono la pari rappresentanza di giudici fiamminghi e valloni. 
(Art. 142 della Costituzione)

### Opere moderne
- Christian Behrendt, La possible modification de la procédure de révision de la Constitution belge, in Revue Française de Droit Constitutionnel, 2003;  testo online, su cairn.info. URL consultato il 7 novembre 2010.
- Francis Delpérée, La Constitution de 1830 à nos jours, Éditions Racine, Bruxelles, 2006, 234 p. ISBN 2873864362
- Jean Stengers, L'action du Roi en Belgique depuis 1831 : pouvoir et influence, Troisième édition, Éditions Racine, Bruxelles, 2008, 429 p. ISBN 978-2-87386-567-2
- Pierre Wigny, Droit constitutionnel - Principe et droit positif, tomo I, Bruylant, Bruxelles, 1952, 947 p.
- Alain Wijffels, The French-Dutch Heritage of the Belgian Constitution of 1830, Giornale di storia costituzionale n. 19 / I semestre 2010, p. 125 ss.

### Opere storiche
- Jean-Baptiste Bivort, Code constitutionnel de la Belgique ou Commentaires sur la constitution, la loi électorale, la loi communale & la loi provinciale, II ed., Deprez-Parent, Bruxelles, 1847.
- Amand Neut, La Constitution belge, expliquée par le Congrès national, les Chambres et la cour de cassation, C. Annoot-Braeckman, Gand, 1842;  testo online, su books.google.be. URL consultato il 7 novembre 2010.